# 斯丘厄島
斯丘厄島（英語：Skua Island）是南極洲的島嶼，處於布萊克島和加林德斯島之間，屬於威廉群島中阿根廷群島的一部分，長1.3公里，在1935年由英國探險隊繪入地圖，現時由南極條約體系管理。